# Вайнштейн, Аркадий Иосифович
Аркадий Иосифович Вайнштейн (род. 1942) — американский и советский физик-теоретик и преподаватель.
Профессор Миннесотского университета. Наиболее известен своими работами по квантовой хромодинамике.

## Биография
Родился в Сталинске (ныне Новокузнецк). Окончил с отличием Новосибирский государственный университет (1964) и работал в Институте ядерной физики им. Г. И. Будкера.
В Институте ядерной физики Сибирского отделения АН СССР с 1963 г.: лаборант, аспирант (1964—1967), младший (1967), старший (1969), главный (1980) научный сотрудник.
Диссертации:
- Процессы с участием π-мезонов и гипотеза частичного сохранения аксиального тока : диссертация … кандидата физико-математических наук : 01.00.00. — Новосибирск, 1968. — 75 с. : ил.
- Слабые и электромагнитные взаимодействия адронов в калибровочных теориях : диссертация … доктора физико-математических наук : 01.04.02. — Новосибирск, 1978. — 178 с. : ил.

С 1967 г. по совместительству работал в НГУ: ассистент с почасовой оплатой, старший преподаватель (1979), доцент (1980), профессор кафедры общей физики (1982—1989).
С 1990 г. проживает в США. С 1990 по 2018 год профессор в институте теоретической физики Уильяма И. Файна в Миннесотском университете.

## Признание
- Премия Сакураи (1999)[1],
- Премия имени И. Я. Померанчука (2005)[3],
- Медаль Дирака (2016)[4].

## Публикации
- Theory of the muon anomalous magnetic moment. K. Melnikov(Hawaii U.), A. Vainshtein(Minnesota U.) 2006. 176 pages Published in: Springer Tracts Mod.Phys. 216 (2006)
- Перенормируемые модели электромагнитных и слабых взаимодействий [Текст] / А. И. Вайнштейн, И. Б. Хриплович. — Новосибирск : [б. и.], 1973. — 43 с. : ил.; 23 см. — (Препринт/ Ин-т ядерной физики СО АН СССР; ИЯФ 15-73).
- Частичное сохранение аксиального тока и процессы с «мягкими» ?-мезонами [Текст] : Обзор / А. И. Вайнштейн, В. И. Захаров. — Новосибирск : [б. и.], 1969. — 60 с. : ил.; 26 см. — (Препринт/ АН СССР. Сиб. отд-ние. Ин-т ядерной физики; 287).
- Вайнштейн А. И., Захаров В. И. Частичное сохранение аксиального тока и процессы с «мягкими» π-мезонами // УФН. — 1970. — Т. 100, вып. 2.
- Вайнштейн А. И., Хриплович И. Б. Перенормируемые модели электромагнитных и слабых взаимодействий // УФН. — 1974. — Т. 112, вып. 4.
- Вайнштейн А. И., Волошин М. Б. и др. Чармоний и квантовая хромодинамика // УФН. — 1977. — Т. 123, вып. 2.
- Вайнштейн А. И., Захаров В. И., Шифман М. А. Хиггсовские частицы // УФН. — 1980. — Т. 131, вып. 4.
- Вайнштейн А. И., Захаров В. И., Новиков В. А., Шифман М. А. Инстантонная азбука // УФН. — 1982. — Т. 136, вып. 4.
- Вайнштейн А. И., Захаров В. И., Новиков В. А., Шифман М. А. Квантовая хромодинамика и масштабы адронных масс // ЭЧАЯ. — 1982. — Т. 13, вып. 3.